# センコロール2
『センコロール2』は、2019年公開のアニメーション映画。

## 概要
2009年公開の『センコロール』の続編となる。
2014年3月22日からのAnimeJapan 2014の開催に合わせて発表され、会場内のアニプレックスブースでも紹介されている。当初は2014年夏の公開を予定していたが、同年9月に公式サイトにて制作の遅れによる公開時期の延期が発表されていた。
2019年6月29日、前作と合わせて『センコロール コネクト』として劇場公開された。

## 登場人物
テツ／アマミヤテツ
声 - 下野紘
センコを操る高校生。不機嫌そうな表情をしている。
前作でセンコに右腕を食われて以来、センコが右腕の代わりをしている。
センコ
テツが装着している謎の白い生き物。仏頂面のぬいぐるみのような姿をしている。
食べたものの形に変身できる。今作では、主にナイフ・機関銃・ロープ等の武器や道具の姿になる。
ユキ
声 - 花澤香菜
テツと同じ高校に通う女子高生。今作でも、テツ・シュウ・カナメ達の争いに巻き込まれる。
「センコ２」では、テツの代わりにセンコをコントロールしている。
シュウ
声 - 木村良平
前作でセンコを狙って街にやってきた少年。今作では右目にアイパッチを付けている。
ある組織から追われている。
カナメ
声 - 高森奈津美
シュウを追って、テツ達の住む街にやって来た少女。勝気で喧嘩っ早い性格。
ゴトウダ
声 - 赤羽根健治
カナメをサポートする、謎の組織の一員。落ち着きのある青年。
ケイ
声 - 森谷里美
ユキの友人。しっかり者。
４１号（カニ）
シュウが連れている、円盤状の体に触手のような四足をもつ生物。
運動能力が高く、姿を消すことが出来る。足は切れてもすぐに再生する。
１６号（ハンペン）
カナメが連れている、四角い頭に一つ目を持つ巨大生物。
巨大な腕を振って戦う上に、自在に空を飛ぶことも可能。
瞳から強力な光線を放つことが出来る。
３号（コウモクテン）
カナメが連れている。もう一匹の超巨大生物。巨大な目玉を下にして浮いている。普段は宇宙空間で、人工衛星の様に漂っている。
目玉で対象の所在を突き止める。

## 用語
ドローン/タコ
謎の組織での、センコ達のような謎の白い生物の呼び名。
コントロール/リンク
センコ達を操る能力。その際は頭からアンテナのような触覚が伸び、電気信号のようなもので命令する。呼称はテツ・シュウ・カナメでそれぞれ違う。
ねじれ
他人のドローンを奪い取る特殊能力。

## スタッフ
- 監督・脚本・絵コンテ・キャラクターデザイン：宇木敦哉
- 原画：宇木敦哉　高橋裕一
- 動画検査：村松千鶴
- 音響監督：岩浪美和
- エグゼクティブプロデューサー：岩上敦宏
- プロデューサー：林健一
- 音楽：ryo (supercell)
- 制作協力：CloverWorks
- 製作・配給：アニプレックス